# Buttenwiesen
Buttenwiesen is een gemeente in de Duitse deelstaat Beieren, en maakt deel uit van de Landkreis Dillingen an der Donau.
Buttenwiesen telt 5.988 inwoners.

## Geboren
- Raphaël de Bauer (1843-1916), Belgisch bankier en edelman

Aislingen ·
Bachhagel ·
Bächingen an der Brenz ·
Binswangen ·
Bissingen ·
Blindheim ·
Buttenwiesen ·
Dillingen an der Donau ·
Finningen ·
Glött ·
Gundelfingen an der Donau ·
Haunsheim ·
Höchstädt an der Donau ·
Holzheim ·
Laugna ·
Lauingen (Donau) ·
Lutzingen ·
Medlingen ·
Mödingen ·
Schwenningen ·
Syrgenstein ·
Villenbach ·
Wertingen ·
Wittislingen ·
Ziertheim ·
Zöschingen ·
Zusamaltheim